# 薄叶凸轴蕨
薄叶凸轴蕨（学名：Metathelypteris flaccida），为金星蕨科凸轴蕨属下的一个种。

## 扩展阅读
維基物種上的相關：薄叶凸轴蕨